# Little Bedwyn
Little Bedwyn, anche noto come Bedwyn Parva, è un piccolo villaggio e una parrocchia civile della contea del Wiltshire che si trova a circa 3 miglia a sud-ovest della città mercato di Hungerford nel vicino Berkshire sul fiume Dun nel Sud Ovest dell'Inghilterra, Regno Unito. 

## Geografia fisica

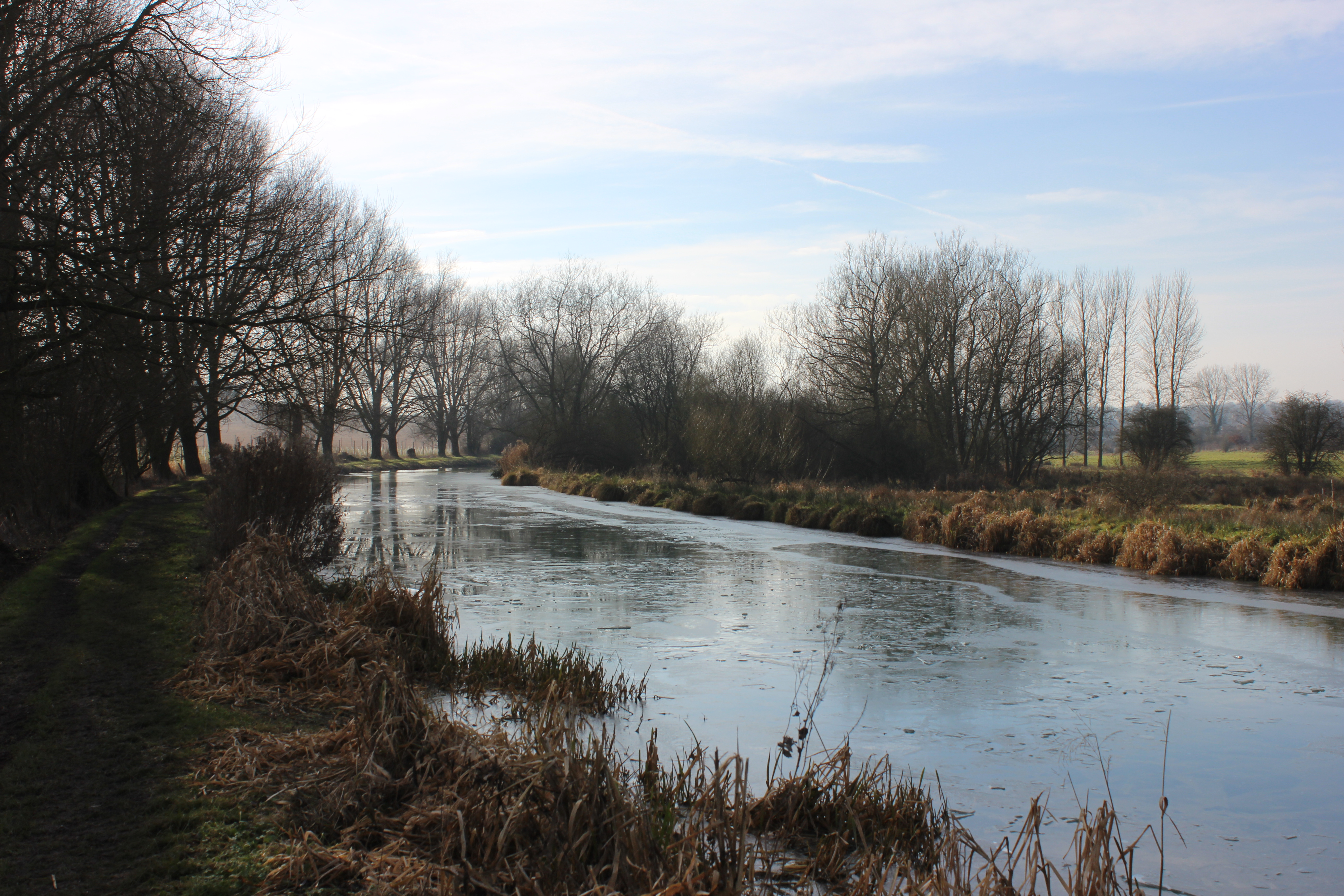
Canale Kennet e Avon nel territorio della parrocchia civile

### Territorio
Il territorio della parrocchia civile di Little Bedwyn occupa una superficie di 17.12 km² con un livello medio sul mare di 116 metri. Viene attraversato dal canale Kennet e Avon e dal fiume Dun, precedentemente chiamato fiume Bedwyn o ruscello Bedwyn, che scorre verso nord-est attraverso la parte sud-orientale della parrocchia. Il ruscello che scorre verso est per unirsi al Dun a Froxfield, a volte chiamato ruscello Froxfield, in passato scorreva attraverso la parrocchia e tagliava la valle asciutta est-ovest seguita dalla strada principale. A nord della valle asciutta affiorano rocce calcaree e, sul terreno più elevato vicino al confine della parrocchia, ci sono depositi di argilla con selci. Tra la valle asciutta e il Dun affiorano rocce calcaree sui pendii più bassi e Reading Beds, London Clay e Bagshot Beds affiorano su quelli più alti. La ghiaia è stata depositata lungo la valle, in diversi altri luoghi e ampiamente a sud di Knowle Farm. Argilla con selci è stata depositata a est e a ovest del villaggio di Chisbury e all'estremità occidentale della parrocchia. Depositi di ghiaia di altopiano si trovano all'interno del forte collinare di Chisbury. A sud-est del Dun vi sono affioramenti di gesso sui pendii più bassi, e Reading Beds e London Clay affioramenti su quelli più alti. C'è terreno alluvionale accanto al Dun. Il forte collinare di Chisbury è il punto più alto della parrocchia, a 176 metri, e dove il Dun esce dal territorio, a circa 110 metri, è il più basso. Little Bedwyn e Chisbury avevano campi aperti principalmente sul gesso, Little Bedwyn si trovava su entrambi i lati del Dun e potrebbero esserci stati piccoli campi aperti nella parte occidentale della parrocchia nel Medioevo, quando i terreni argillosi e sabbiosi erano apparentemente principalmente pascoli. La parrocchia è molto boscosa, parte del bosco a ovest è unito a quello della foresta di Savernake.

## Storia
Vi sono evidenze di insediamenti preistorici nel territorio poiché vicino a Knowle Farm, nella parte occidentale della parrocchia, sono state trovate asce a mano utilizzate nel periodo paleolitico e manufatti del periodo neolitico e dell'età del bronzo. A Chisbury sono stati trovati uno strumento del periodo paleolitico e monete romane. Altri manufatti romani sono stati trovati in altre zone. Anche a Chisbury le rive e i fossati di un forte di collina, probabilmente costruito nel I secolo d.C., rimangono ben definiti. A sud-est del forte di collina si trova un antico fossato a nord-ovest e a sud-est. Un fossato che conduce a sud-ovest dal forte di collina è stato coperto. Potrebbero esserci stati altri antichi fossati nella parte occidentale della parrocchia. Un tumulo a ciotola visto a sud-est del forte di collina ancora nel XVIII secolo non è più visibile. La maggior parte della parrocchia faceva parte di una grande tenuta chiamata Bedwyn detenuta nel primo Medioevo dai re del Wessex e d'Inghilterra. Chisbury fu apparentemente separata dalla tenuta nel 778, Little Bedwyn nel XII secolo o all'inizio del XIII. Una chiesa costruita a Little Bedwyn non più tardi del XII secolo nel XV dipendeva dalla chiesa di Great Bedwyn. gli abitanti di Little Bedwyn avevano tutti i diritti sulla loro chiesa, che era una chiesa parrocchiale sin dal XVI secolo. Gli abitanti di Chisbury potrebbero essere stati parrocchiani di Froxfield fino al XIII secolo. Dopo il 1547, anno in cui una chiesa costruita a Chisbury, non fu più servita. Le fattorie a ovest del villaggio di Chisbury e quelle sulla brughiera di Burwood a sud-est del villaggio di Little Bedwyn facevano anch'esse parte della parrocchia di Little Bedwyn dal XVI secolo. All'inizio del XIX secolo era incerto se la parrocchia includesse all'estremità occidentale circa 150 acri di foresta di Savernake.
Il confine di una tenuta di Bedwyn fu recitato nel 778. Nessun punto su di esso può essere inequivocabilmente identificato con un punto sul confine parrocchiale moderno. A nord il confine della tenuta, probabilmente con terra che in seguito entrò a far parte della parrocchia di Froxfield, era segnato da monumenti preistorici, un tumulo e un possibile sito di culto pagano. A sud il confine tra la parrocchia di Little Bedwyn e Great Bedwyn sembra seguire approssimativamente una linea registrata nel 778 e nel 968. Il confine moderno di Little Bedwyn segue creste e valli secche in diversi punti. Per un breve tratto a est era segnato da una strada finché, tra il 1790 e il 1812, fu trasferito al canale che fu costruito accanto alla strada. A nord probabilmente seguiva un ruscello che scorreva verso est fino a Froxfield.
La strada da Londra a Bath e Bristol probabilmente attraversava la parte settentrionale della parrocchia nel XIII secolo nella valle tagliata dal torrente Froxfield, e nel 1675 percorreva il suo percorso attuale. Fu trasformata in strada a pedaggio attraverso la parrocchia nel 1726, e smantellata nel 1871. Le strade che collegavano Little Bedwyn con Hungerford, tramite la strada di Londra, e con Great Bedwyn potrebbero aver seguito da vicino il Dun su ogni sponda, quella sulla sponda nord-occidentale conduceva a Farm Lane a Great Bedwyn, quella sulla sponda sud-orientale conduceva a Frog Lane a Great Bedwyn. Verso la fine del XVIII secolo la maggior parte della strada sulla sponda nord-occidentale era stata deviata verso un terreno più elevato, attraversando una cresta dalla strada di Londra a Froxfield e conducendo a Brown's Lane a Great Bedwyn. A sud-ovest del villaggio di Little Bedwyn, parte di quella sulla riva sud-orientale era stata deviata verso un terreno più elevato a quel tempo. La nuova sezione di strada fu in seguito chiamata Kelston Road. Vicino al fiume, sentieri e sezioni di strada rimasero in uso su entrambe le rive sino al 1998. Una strada nord-sud che conduceva da Ramsbury verso Great Bedwyn attraversava il forte collinare di Chisbury e il suo attraversamento della strada di Londra avveniva sul confine settentrionale della parrocchia, vicino a dove attraversava il torrente Froxfield, e aveva ricevuto il nome di Crossford entro attorno al 1773. Allora la strada aveva importanza locale. Nella parte occidentale della parrocchia, i percorsi della maggior parte delle stradine sono cambiati poco tra l'inizio del XVIII secolo e il 1998. Chisbury Lane, che conduce a ovest dal villaggio di Chisbury, era così chiamata nel 1609. Monk Lane, che conduce a sud-ovest da Crossford, è in gran parte caduta in disuso. Una stradina che conduce a sud-ovest dalla strada per Londra vicino a Knowle Farm è stata in gran parte cancellata nel XX secolo e a est di Knowle Farm un'altra stradina che conduce a sud-ovest dalla strada per Londra è stata rifatta su un nuovo percorso rettilineo tra il 1820 e il 1885. Per migliorare il percorso tra Marlborough e Great Bedwyn, tra il 1773 e il 1817 è stata realizzata una nuova sezione rettilinea di strada che corre a sud-est dalla strada per Londra e si unisce alla strada esistente a sud di Knowle Farm.
Il canale Kennet e Avon fu costruito accanto al Dun alla fine degli anni 1790. Nel 1799 fu aperto attraverso la parrocchia, in cui ci sono due chiuse, e nel 1810 fu aperto completamente. Fu restaurato attraverso a metà degli anni 1970. La ferrovia Berks & Hants Extension fu costruita lungo il lato nord-occidentale del canale e aperta attraverso la parrocchia nel 1862. La linea andava da Reading a Devizes, dal 1900 a Westbury e dal 1906 a Exeter. Ha una stazione a Great Bedwyn. L'intera parrocchia si trovava all'interno della foresta di Savernake, la parte a nord della strada di Londra solo fino al 1228. Intorno al 1302 parte della foresta in un luogo chiamato Little farm, probabilmente quello che in seguito fu chiamato Littleworth farm, fu concessa dal re e apparentemente recintata. Quando furono adottati nuovi confini della foresta nel 1330, la terra all'estremità occidentale della parrocchia su cui c'era incertezza all'inizio del XIX secolo rimase al loro interno.Il resto della parrocchia fu posto all'esterno. Poiché erano state parti della foresta affittate dal re, o erano tenute in capo da lui, Puthall, Timbridge, Littleworth e Holt, tutte nella parte occidentale della parrocchia, erano alcuni dei luoghi soggetti alla legge forestale anche se dal 1330 si trovarono fuori dal confine. Timbridge e la maggior parte delle terre di Puthall si trovavano a nord della strada per Londra ed erano fuori dalla foresta dal 1228.

## Monumenti e luoghi d'interesse

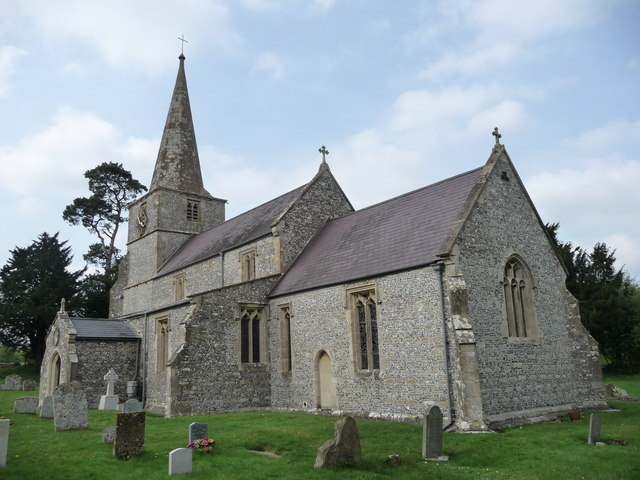
Chiesa di San Michele a Little Bedwyn

Ci sono vari edifici storici e altri siti d'interesse nel territorio di Little Bedwyn, in particolare le chiese. La chiesa di Little Bedwyn venne costruita nel 1158 e la chiesa di Chisbury all'inizio del XIII secolo. Nel Medioevo ogni chiesa dipendeva dalla chiesa di Great Bedwyn e il rettore della chiesa di Great Bedwyn era il prebendario di Bedwyn e l'intera parrocchia di Little Bedwyn era in una posizione di dipendenza. Dall'inizio del XV secolo il cappellano di Little Bedwyn era autorizzato ad amministrare tutti i sacramenti nella chiesa di Little Bedwyn, che aveva un cimitero, e nel 1554, quando il vescovo nominò un vicario perpetuo, la chiesa fu espressamente definita come una chiesa parrocchiale. La chiesa di Chisbury fu servita fino al 1547, non più tardi. Nel Medioevo non è certo dove, a parte Little Bedwyn, furono battezzati, sposati e sepolti gli abitanti di Chisbury e degli altri insediamenti nella parrocchia. Dal XVI secolo Little Bedwyn fu la loro chiesa parrocchiale. Nel 1864 il terzo occidentale della parrocchia di Little Bedwyn fu assegnato alla chiesa di St. Katharine, Savernake Forest, come parte del suo distretto. Nel 1982 le canoniche di Little Bedwyn, Great Bedwyn e Savernake Forest furono unite. Nel Medioevo, il cappellano che prestava servizio nella chiesa di Little Bedwyn veniva nominato dal prebendario di Bedwyn. Dal 1543, quando la prebenda fu sciolta, il patronato passò come parte del feudo prebendale. Nel 1554, quando il feudo fu tenuto, come terra nascosta alla Corona, da Sir Edward Seymour. Il vescovo lo cedette per decadenza. Dal 1567, l'avvocatura della canonica passò come parte del feudo alle famiglie Seymour, Bruce, Brudenell e Brudenell-Bruce e, con Tottenham Lodge e Tottenham House a Great Bedwyn, George Brudenell-Bruce, marchese di Ailesbury, che vendette la terra del maniero Prebendal alla Corona nel 1950, trasferì l'avvocatura del vicariato di Little Bedwyn al vescovo di Salisbury nel 1953. Il vescovo fu nominato patrono del beneficio unito formato nel 1982.
A Chisbury all'inizio del XIII secolo sorgeva una chiesa. Fu presumibilmente costruita dal signore del feudo di Chisbury, che era probabilmente il patrono della canonica di Froxfield allora, come lo fu in seguito. All'inizio del XIII secolo il rettore di Froxfield riceveva le decime da Chisbury e presumibilmente serviva la chiesa, e prima del 1246 diede le decime, e presumibilmente il dovere di servire la chiesa, al priorato di St. Denis, Southampton. Entro il 1246, l'anno in cui il prebendario di Bedwyn rivendicò le decime dal demanio del feudo di Chisbury poiché Chisbury faceva parte della parrocchia di Great Bedwyn, il priorato aveva probabilmente nominato un cappellano per servire la chiesa di Chisbury e assegnato a lui le decime derivanti dal resto di Chisbury. Nel 1247 le decime del demanio furono confermate al priorato in cambio di un piccolo pagamento da parte del priorato al prebendario. Quel pagamento e il requisito, di cui ci sono prove successive, che il sacerdote che serviva la chiesa di Chisbury dovesse frequentare la chiesa di Great Bedwyn durante le principali festività, presumibilmente segnarono la dipendenza della chiesa di Chisbury da quella di Great Bedwyn. Nel 1259 il rettore di Froxfield affermò senza successo che il mandato del priorato sulla chiesa di Chisbury era temporaneo e che sarebbe dovuto tornare a lui. Da allora in poi la chiesa fu servita da cappellani nominati dal priorato. All'inizio del XV secolo vi era un cappellano in carica, la chiesa a volte non era servita alla fine del XV secolo e il vescovo venne sostituito per decadenza nel 1496. Nel 1518 il priore concesse il patronato per un turno a John Man, che nel 1535 e nel 1543 fu lui stesso cappellano. La chiesa, chiamata di San Martino nel 1496, fu servita fino al 1547, quando le decime del cappellano passarono per legge alla Corona. In seguito fu utilizzato come fienile e nel 1998 era quasi in rovina. È rettangolare e costruita di macerie con rivestimenti in pietra. Nel 1998, vecchi intonaci sopravvissero all'interno e all'esterno, e all'interno si potevano vedere i resti di una parete tra il presbiterio e la navata. Una cappella fu costruita a Knowle Farm nel XIV secolo. Non si sa come o per quanto tempo fu utilizzata. Nel 1998 sopravvisse come dependance di Knowle House.
- Chiesa di San Michele (in inglese St Michael's Church). Si tratta di una chiesa parrocchiale anglicana. La chiesa di San Michele risale al XII secolo ed è così intitolata dal 1405. Il presbiterio e la navata furono rifatti nel 1841. Nel 1868 la chiesa fu ampiamente restaurata e fu costruita la sagrestia, su progetto di T. H. Wyatt. La guglia fu smantellata e ricostruita nel 1963 dopo essere stata colpita da un fulmine. Nel 1553 nella chiesa c'erano quattro campane. La campana per acuti e quella per tenore furono sostituite da campane fuse da John Wallis nel 1581, le altre due da una campana fusa nel 1605, probabilmente da Robert Beconsall, e da una campana fusa da William Purdue nel 1663. La campana per acuti fu sostituita da una campana fusa da Mears & Stainbank nel 1869. L'English Heritage ha inserito dal 22 agosto 1966 la chiesa di San Michele a Little Bedwyn tra gli edifici storici come monumento classificato di prima categoria col numero 1184327. La chiesa appartiene alla diocesi di Salisbury.[10][11][12][6]
- Cappella di San Martino nella frazione di Chisbury.

## Geografia antropica

### Urbanistica
La parrocchia civile di Little Bedwyn comprende il villaggio di Little Bedwyn, il villaggio di Chisbury e diverse fattorie periferiche.

### Little Bedwyn
La chiesa si trova all'estremità nord del villaggio sulla riva nord-occidentale del Dun. Nel Medioevo la fattoria demaniale del maniero di Little Bedwyn, che comprendeva una casa padronale o una fattoria, potrebbe essere stata situata vicino alla chiesa, e le fattorie di proprietà del maniero erano apparentemente costruite su entrambi i lati del Dun accanto a una strada a nord-ovest e a sud-est. All'inizio del XIV secolo il villaggio probabilmente consisteva in poco più della chiesa, della fattoria demaniale del maniero di Little Bedwyn, di un mulino e delle fattorie di sette affittuari consuetudinari. A metà del XVIII secolo era presente una casa che a volte è stata abitata dal signore del maniero di Little Bedwyn e a volte dall'affittuario della fattoria demaniale, in seguito fu chiamata fattoria Manor, fu costruita a sud-est del Dun sul lato nord-est della strada. Verso la fine del XVIII secolo non c'erano né una casa padronale né una fattoria vicino alla chiesa, che a quel tempo era stata collegata alla strada da una breve stradina in seguito chiamata Church Street. Un grande fienile e altri edifici della fattoria demaniale sorgevano allora sul lato sud-est di Church Street, altri edifici sul lato nord-ovest. Nel 1773 sul Dun era stato costruito un ponte. Nel 1792 il villaggio era costituito dalla chiesa, una casa del vicariato, quattro fattorie e circa 15 case e cottage. Sebbene entrambi siano attraversati da un ponte, il canale e la ferrovia, costruiti rispettivamente alla fine degli anni novante del XVIII secolo e all'inizio degli anni sessanta del secolo successivo formano una barriera tra la parte nord-occidentale e quella sud-orientale del villaggio, che è stata designata come area protetta nel 1985.
La casa costruita a metà del XVIII secolo è in mattoni rossi e nel 1998 sorgeva come una serie di nord-ovest contro cui un blocco sud-est, anch'esso in mattoni rossi, era stato costruito intorno al 1800. Nel 1998 la casa era chiamata Manor House. La parte del blocco più recente che forma il centro della sua facciata sud-ovest sporge e ha un portico toscano e un frontone in cui c'è una finestra semicircolare. Nel XVIII secolo il giardino della casa fu murato, fu costruita una casa estiva nel giardino e furono costruite delle scuderie in mattoni rossi tra la casa e il Dun. Adiacente alle scuderie un piccolo edificio del XVIII secolo, in mattoni rossi e a pianta circolare, potrebbe essere stato una dispensa per la selvaggina. Gli edifici della fattoria a nord-ovest del Dun furono demoliti tra il 1841 e il 1884, probabilmente quando fu costruita la ferrovia. Tra il 1792 e il 1841, a nord-est delle scuderie fu costruito un nuovo fienile con struttura in legno, assi di legno e tetto di paglia, mentre nel XX secolo, a nord-est di questo, furono costruiti nuovi edifici agricoli.
Delle altre fattorie esistenti nel 1792, una a nord-ovest del Dun e due a sud-est, l'unico edificio esistente nel 1998 era la fattoria di quella a nord-ovest, ed è del XVII secolo, con struttura in legno e tetto di paglia, e gran parte della sua muratura è stata rivestita in mattoni. A nord-ovest del Dun una coppia di cottage in mattoni rossi e tetto di paglia fu costruita alla fine del XVIII secolo o all'inizio del XIX, e due degli edifici esistenti in Church Street nel 1792 furono sostituiti nel XIX secolo, uno da una coppia di cottage datati 1860. A sud-est del Dun una terrazza che incorporava due coppie di cottage fu apparentemente costruita poco prima del 1841, e in Kelston Road una terrazza di quattro cottage della tenuta fu costruita intorno al 1860. Una casa che potrebbe essere stata la casa del vicariato tra il c. Fu ampliato tra il 1845 e il 1863 nella seconda metà del XIX secolo.
Il villaggio di Bedwyn rimane piccolo anche se dalla fine del XIX secolo vennero costruiti edifici su nuovi siti ai suoi margini. All'estremità nord-occidentale su un terreno elevato, verso la fine del XIX secolo vennero costruite una nuova scuola e una nuova casa del vicariato. All'estremità sud-orientale in Kelston Road venne costruita una grande casa intorno al 1910, tre coppie di cottage collegati vennero costruiti a mezzaluna nel 1936 e un quarto venne costruito nel 1961. All'incrocio tra Kelston Road e la strada del villaggio, l'Harrow Inn, un edificio di mattoni rossi e blu con un tetto di ardesia, prese il nome di una locanda sulla London Road e fu aperta nel 1840. Fu chiusa nel 1990, acquistata nel 1991 dagli abitanti del villaggio, e aperta nel 1998.

### Chisbury
Forse Chisbury prese il nome da Cissa, e fu il sito di un castello costruito alla fine del VII secolo, ma è quasi certamente una fantasia. È stato anche suggerito che il forte collinare di Chisbury fu preparato come fortezza difensiva dal re Alfredo contro i danesi. Il suggerimento dipende dalla forma del nome, "Cissanbyrig", in una copia di un elenco delle fortezze di Alfredo ma è più probabile che la fortezza fosse più vicina a Tisbury che a Chisbury. Nel XIV secolo, all'interno del forte collinare sorgevano una casa padronale, una chiesa di Chisbury e degli edifici agricoli descritti nel 1398 come antichi. La casa padronale comprendeva una sala, con una camera alta all'estremità occidentale e coperta con lastre di pietra, una torre, contenente una cappella e una camera coperta con piombo, una latrina coperta con tegole e aveva una guardiola e probabilmente un fossato. La casa che sorgeva all'interno del forte sulla collina nel 1612 era un edificio con una facciata occidentale di tre ampie campate a due falde con camini tra le campate, e potrebbe essere sopravvissuta fino alla fine del XVIII secolo, quando una nuova casa, in seguito chiamata Manor Farm e Chisbury Manor, fu costruita sul suo sito. La nuova casa incorpora materiali riutilizzati, porta la data 1793 sulla lavorazione in piombo di un pluviale e ha una facciata sud a tre campate e due corte ali posteriori. Fu molto modificata all'interno intorno al 1985, quando furono introdotti accessori in stile di metà XVIII secolo. A nord della casa c'è una dependance probabilmente del XVII secolo con un giardino recintato del XVIII secolo. A est della casa, i vecchi edifici agricoli sono stati sostituiti intorno al 1985 da una casa che incorpora una torre ottagonale. Nel 1998, gli edifici agricoli all'interno del forte sulla collina sorgevano vicino alla chiesa di Chisbury ed erano per lo più del XX secolo.
Chisbury aveva meno di 10 famiglie nel 1428 e nel XVI e XVII secolo comprendeva, a parte quella all'interno del forte sulla collina, non più di cinque fattorie. Una delle fattorie nel 1552 era Thorn Place che sorgeva in Chisbury Lane. Nel 1719 c'erano sei fattorie, quattro sul lato ovest della strada Ramsbury e due nella stradina, sette case e cottage sorgevano vicino all'incrocio tra la strada e la stradina, e una casa e due cottage sorgevano sul bordo di un pascolo comune a est della strada. L'unico edificio che senza dubbio sopravvive dal 1719 è una fattoria in mattoni rossi e tetto di paglia della fine del XVII secolo accanto alla strada Ramsbury. Apparentemente fu sostituita da una nuova fattoria e nel 1998 fu occupata da due cottage. La nuova casa, in seguito chiamata Lower Farm, fu costruita in mattoni rossi intorno al 1800. Tre cottage e una serie di quelli che erano tre cottage, tutti in mattoni rossi e paglia e con struttura in legno incorporata, sono apparentemente del XVIII secolo, e una casa sul sito di Thorn Place è probabilmente del XVIII secolo. A metà del XIX secolo un paio di cottage e una fattoria in seguito convertiti in cottage furono costruiti all'incrocio tra Ramsbury Road e Chisbury Lane, dove fu costruita una sala missionaria alla fine del XIX secolo. Delle 15 case costruite nel villaggio nel XX secolo, sei erano case popolari che erano state costruite a Chisbury Lane entro il 1922, due erano cottage di proprietà costruiti sul lato est di Ramsbury Road negli anni cinquabta, e due furono costruiti immediatamente a sud del forte sulla collina. Nel XX secolo, sul lato est della Ramsbury Road vennero eretti grandi edifici agricoli. Nel 1998, non c'era più alcun edificio sui siti occupati nel 1719 da una fattoria in Chisbury Lane e dalla casa e dai cottage a est della Ramsbury Road. Il villaggio è stato designato come area di conservazione nel 1993.

### Altri insediamenti
A metà del XVI secolo nella parte sud-orientale della parrocchia erano state costruite due fattorie, sulla brughiera di Burwood. Il pascolo sulla brughiera fu recintato intorno al 1570 e sulla brughiera o nelle sue vicinanze potrebbero essere state costruite due o tre nuove fattorie poco dopo. Nel 1672, ciascuna delle quattro proprietà che si dice si trovino sulla brughiera di Burwood potrebbe aver incluso una fattoria. Verso la fine del XVIII secolo c'erano tre fattorie sulla brughiera o nelle sue vicinanze. I siti di due di esse furono abbandonati nel XIX secolo. Nella terza, Burwood (in seguito Burridge) Heath Farm, fu costruita una nuova casa nel 1909, e nel 1998 gli edifici della fattoria erano stati convertiti in residenza. A nord-est del villaggio di Little Bedwyn nel 1719 sorgeva una piccola fattoria dove nel 1817 era stato dato il nome di Forebridge a un villaggio. Nel 1792 il villaggio era composto da quattro piccole case e un edificio chiamato workhouse. Tre delle case sono sopravvissute e furono probabilmente costruite nel XVIII secolo. Una era stata demolita nel 1841. Il workhouse, occupato da tre caseggiati nel 1841, era stato demolito nel 1884. Due nuovi cottage furono costruiti a Forebridge tra il 1792 e il 1841 e una casa e cinque cottage tra il 1841 e il 1884. Di tutti questi solo la casa e un paio di cottage molto modificati della metà del XIX secolo sopravvissero nel 1998.
A sud del villaggio di Little Bedwyn, nel XVI secolo e a partire dal XVIII secolo, sorgeva una casa su Merrell. Sul confine della parrocchia, vicino a Horse and Jockey, nel 1773 c'era una locanda. Gli edifici sul suo sito erano quelli di una fattoria del 1788 o precedente. Gli edifici della fattoria erano stati rimossi nel 1884 e nel XX secolo la casa, costruita nel XVIII secolo, probabilmente l'ex locanda, e molto ampliata, era occupata da tre cottage. Sempre a sud del villaggio di Little Bedwyn, a metà del XIX secolo, furono costruiti un paio di cottage e fattorie a Parlow Bottom. Nella parte occidentale della parrocchia, a ovest della terra di Chisbury, gli insediamenti apparentemente sorgevano su otto siti nel Medioevo. Alcuni avevano probabilmente i loro campi aperti e potrebbero essere stati costituiti da diverse fattorie e altri potrebbero essere state singole fattorie isolate. Si trovavano tutte vicino al limite del bosco della foresta di Savernake, probabilmente su terreni messi a coltura più tardi di quelli di Little Bedwyn e Chisbury. Due dei siti erano stati abbandonati nel XVI secolo, quando apparentemente non c'era più di una singola fattoria, tranne una delle altre. Chisbury Lane Farm sorge all'estremità occidentale di Chisbury Lane dal 1719. A nord-ovest, Upper Horsehall Hill Farm, precedentemente Great Horse Hill Farm, fu costruita su un terreno elevato. Una fattoria di origine settecentesca e modificata nel tardo ottocento, una casa più piccola, di mattoni rossi e paglia e apparentemente del settecento, e degli edifici agricoli sorgevano sul sito nel 1998. Su un terreno più basso a sud-ovest di quel sito una casa con struttura in legno e tetto di paglia, Lower Horsehall Hill Cottage, precedentemente Little Horse Hill Farm, fu costruita come fattoria nel diciassettesimo secolo. Vicino al confine della parrocchia a ovest di Chisbury Lane Farm una fattoria chiamata Holt era apparentemente stata abbandonata nel 1552.
Knowle era un insediamento nel tredicesimo secolo. Probabilmente consisteva in non più di una fattoria demaniale con le case di sei contadini, e, a parte la fattoria, non c'era nessun edificio domestico sul sito nel 1716. Una piccola cappella fu costruita nella fattoria nel XIV secolo. La fattoria, chiamata Knowle House nel 1998, fu ricostruita nel 1733 per Edward Savage, che possedeva la fattoria Knowle con un contratto di locazione. Knowle House è di mattoni rossi e grigi e ha un ingresso frontale a nord-ovest di cinque campate con un frontone centrale. Contiene una scala in rovere di alta qualità e diverse stanze conservano pannelli del 1733 circa. Un'ala di servizio a sud-est fu costruita nel XIX secolo. Nel 1998 la cappella sorgeva immediatamente a sud-est della casa, e si potevano ancora vedere le vestigia di un giardino che si trovava immediatamente a sud-ovest della casa nel XVIII secolo. Gli edifici della fattoria, a nord-est della casa, erano per lo più del XX secolo, e un bungalow del XX secolo sorgeva vicino a loro.
Puthall era quasi certamente il piccolo villaggio di cui nel Medioevo gli edifici sorgevano su un sito adiacente all'attuale Puthall Farm a nord e a est. Il nome Puttan ealh era in uso nell'VIII secolo. Puthall era un insediamento nel XII e potrebbe non esserci stata più di una singola fattoria lì nel tardo XIV secolo, come c'era all'inizio del XVI secolo. La fattoria all'inizio del XIX secolo è stata estesa verso est e ristrutturata. Gli edifici della fattoria si trovano a est della casa, includono parte di un cortile della fattoria del XIX secolo e sono altrimenti del XX secolo. A sud della fattoria, nel XIX secolo, nel punto in cui il sentiero che conduceva alla fattoria si staccava dalla strada per Londra, furono costruiti un paio di cottage (nota 105), mentre un bungalow fu costruito accanto al sentiero verso la fine del XX secolo.
Timbridge era apparentemente un piccolo insediamento all'inizio del XIV secolo e all'inizio del XVIII era costituito da due piccole fattorie. Una delle fattorie fu ricostruita a metà del XVIII secolo e, come Timbridge Farm era in piedi nel 1998. La casa ha una facciata est a tre campate in mattoni con finestre veneziane al primo piano. Fu estesa verso ovest da una bassa latteria costruita nel XVIII secolo o all'inizio del XIX secolo e da una grande cucina nuova, costruita all'inizio del XIX secolo, in cui furono riutilizzati consistenti legnami lavorati nel XVI o XVII secolo. Nel 1998, a est della casa sorgevano un piccolo cortile di stalle del XIX secolo, ampi edifici agricoli del XX secolo e un paio di cottage costruiti nel 1958. Sul sito della seconda fattoria, un po' a nord di Timbridge Farm, non c'erano più di un paio di cottage alla fine del XIX secolo. Henset, menzionato per la prima volta all'inizio del XII secolo, era probabilmente un piccolo villaggio, sul sito del quale potrebbe essere stata costruita una fattoria nel XIV secolo. Il suo territorio era apparentemente quello a nord della strada di Londra e a est di Timbridge in discesa. Il sito dell'insediamento, che era deserto, è sconosciuto. Una fattoria chiamata Littleworth che si trovava a ovest di Timbridge Farm nel XVIII secolo potrebbe essere nata come una fattoria costruita su una parte della foresta di Savernake. Fino all'inizio del XX secolo sul sito della fattoria esistevano degli edifici.
Accanto alla London Road, una casa o cottage chiamato Harrow fu costruito intorno al 1765. Era presumibilmente la casa con il tetto di paglia sul lato est della Ramsbury Road in piedi nel 1998. Sempre accanto alla London Road, una casa in mattoni rossi fu costruita immediatamente a ovest della Ramsbury Road intorno al 1800. La casa, i cui annessi sorgevano sul lato nord della strada nella parrocchia di Froxfield, fu aperta come locanda Harrow nel 1812. Nel 1841 era diventata una fattoria e i suoi annessi erano stati convertiti in edifici agricoli. Nel 1998 la casa rimase l'unica parte di Harrow Farm nella parrocchia di Little Bedwyn.

### Henset e Knowle
La terra di Henset era probabilmente quella a nord di Knowle Farm e della London Road e a est di Timbridge Down. I riferimenti al campo di Henset suggeriscono che nel XIII secolo comprendeva campi arabili aperti. La fattoria Knowle fu probabilmente ricavata dalla foresta di Savernake. La fattoria Knowle è l'unica fattoria nota che vi sorgeva e non ci sono prove che una parte di essa fosse un campo aperto o un pascolo comune. Intorno al 1311 era composta dalla fattoria, 120 acri di terreno arabile, 6 acri di pascolo e 8 acri di bosco e fu affittata come fattoria singola nel XVI secolo. Nel 1640 al contadino fu permesso di nutrire le pecore tre giorni alla settimana sul pascolo comune a ovest della fattoria Chisbury Lane e 8 acri di pascolo furono assegnati alla fattoria al momento della recinzione nel 1703. Nel 1716 la fattoria Knowle aveva 489 acri, di cui 348 acri di terreno arabile, 13 acri di prati, 21 acri di pascolo e 95 acri di bosco. Nel 1722 fu aggiunto un appezzamento di 27 acri di brughiera di Chisbury. Nel 1716 il terreno boschivo della fattoria Knowle comprendeva, oltre al bosco di Knowle Hens, Rye croft, 26 acri adiacenti a Cobham frith a Chisbury, il boschetto di Home, 14 acri immediatamente a sud-ovest della fattoria, 20 acri del terreno boschivo in seguito chiamato boschetto di betulle e un boschetto di 7 acri e uno di 5 acri. Agli inizi del XX secolo la ghiaia veniva estratta a scopo commerciale da una cava vicino a Knowle Farm. La terra era stata restituita all'agricoltura alla fine del XX secolo.

### Puthall
La terra di Puthall fu probabilmente presa dalla foresta di Savernake e la sua maggior parte era probabilmente agricola all'inizio del XIII secolo, ma non è certo se comprendesse campi aperti e pascoli comuni nel Medioevo. All'inizio del XVI secolo tutta la terra di Puthall si trovava nella fattoria di Puthall che era composta da diversi terreni e probabilmente compatta. La fattoria aveva sei terreni coltivabili. Dalla metà del XVI secolo la fattoria era tenuta con 30 acri in quattro terreni adiacenti nella parrocchia di Mildenhall. Nel 1634 era composta dalla sua fattoria, 3 acri di terreni chiusi, 107 acri di terreno arabile, 80 acri di pascolo, 12 acri di prati, 8 acri di bosco e l'erba di 32 acri di bosco. Nel 1717 la fattoria Puthall era una fattoria compatta di 314 acri di cui circa 56 acri si trovavano a Mildenhall e comprendeva 192 acri di terreno arabile, 44 acri di pascolo, 19 acri di prati e 25 acri di bosco. Puthall aveva terreni boschivi nel 1300, presumibilmente quelli che si trovavano nel parco Puthall all'inizio del XVI secolo, quando erano stimati 20 acri. Nel 1717 il parco di Puthall e il bosco adiacente ammontavano a 34 acri, il boschetto di Little Frith e il bosco adiacente ammontavano a 22 acri e il boschetto di Horseleaze, in seguito collegato al boschetto di Little Frith da un altro bosco, era di 11 acri. Entro il 1820 circa il boschetto di Little Frith era stato ampliato a circa 47 acri.